# Назінська трагедія

Схема розташування острова та села Назіно в Томській області.

Назінська трагедія (рос. Назинская трагедия) — трагічні події, що відбувалися, починаючи з середини травня до середини серпня 1933 року на острові Назіно на сибірській річці Об, поблизу впадіння річки Назіно. На цьому острові в тайзі поблизу села Назіно в Александровському районі під час насильницької депортації «соціально небезпечних та декласованих елементів» було висаджено близько 6100 чоловік без харчів, даху над головою, предметів побуту та робочого приладдя. Через злидні, голод, хвороби та спроби втечі за тринадцять тижнів у живих залишилось близько 2200 чоловік. Відомо про непоодинокі випадки канібалізму.
Повідомлення про ці події досягли верхівки ВКП(б) у вересні 1933 року. Була зупинена масштабна кампанія висилання «небезпечних» або «асоціальних» груп до спеціальних поселень для розробки багатих на ресурси, але малопридатних для життя просторів СРСР. Натомість, ці групи осіб стали або відправляти до таборів системи ГУЛаг, або розстрілювати.

## Передумови

### Наслідки примусової колективізації
На початку 1930-х років Радянський Союз перебував у глибокій кризі. Після проголошення КПРС масштабної кампанії боротьби проти селян — власників засобів виробництва — лідер партії та держави Йосип Сталін закликав у кінці 1929 року «винищити куркулів як клас», у Радянському Союзі відновились кризи поставок продуктів харчування. Унаслідок розкуркулення та примусової колективізації були поглиблені вже існуючі проблеми, які спричинила форсована індустріалізація, оскільки вона була фінансована за рахунок експорту сільськогосподарської продукції у великих обсягах. У багатьох регіонах Радянського Союзу стали виникати кризи з постачанням продовольства, які призводили до голоду. Масова міграція з охоплених голодом регіонів, безконтрольний приплив населення до міст та погіршення кримінальної обстановки в містах свідчили про посилення напруження в суспільстві.
Державна влада, у відповідь на масові переселення селян з охоплених голодом регіонів, які вона вважала контрреволюційними заколотами, вжила жорстких заходів. На початку 1933 року спецслужба ОДПУ збудувала на вокзалах та важливих транспортних шляхах контрольні пункти, аби перехоплювати селян з України, де в розпалі був Голодомор — геноцид українського народу (див. Голодомор в Україні). Біженців перехоплювали, та відправляли або до таборів системи ГУЛаг, або повертались назад до охоплених голодом регіонів. 23 січня 1933 року був виданий наказ, яким заборонялось продавати селянам квитки на залізницю. Водночас працівники правоохоронних та секретних органів провели тисячі арештів у західній частині Радянського Союзу, у Білорусі, на заході України та в Карелії. Арешти були направлені проти уявних заколотників або підозрюваних у шпіонажі. В'язниці в тих регіонах, часто з дуже поганою охороною, через масові арешти були переповнені в'язнями, часто втричі або навіть вдесятеро від норми. У в'язницях смертність досягла безпрецедентної висоти. В Узбекистані, щомісяця помирали 15 % ув'язнених від голоду. У в'язниці в Ташкенті, цей коефіцієнт у лютому 1933 року досяг 25 %.

### Впровадження внутрішніх паспортів
На початку 1933 року для мешканців важливих міст були впроваджені внутрішні паспорти. Протягом року 27 мільйонів чоловік отримали посвідчення особи. Система внутрішніх паспортів мала допомогти взяти під контроль міграцію селян до міст, яка ставила під загрозу створену великими зусиллями систему забезпечення продуктами. Москва, Ленінград, та інші міста, серед яких були популярні місця відпочинку партноменклатури такі як Сочі та Туапсе, мали бути очищені від небажаних осіб. До них належали кримінальні та «інші асоціальні та соціально небезпечні елементи».
У секретному наказі були перелічені групи осіб, яким було заборонено давати внутрішній паспорт: зокрема, за виключенням пенсіонерів та інвалідів, особам, які не були задіяні на виробництві або організації та не виконували суспільно-корисної праці. Куркулі, які втекли з місця депортації, не отримували паспорт. Починаючи з 1 січня 1931 року те саме стосувалось мешканців міст без роботи, або звинувачених у саботажі чи дармоїдстві. Внутрішній паспорт також не видавався особам без права на громадянство, засланим і ув'язненим. Також «асоціальні елементи» зі зв'язками в кримінальному середовищі були викреслені з переліку можливих отримувачів паспорту. Біженці з закордону також не отримували посвідчення, якщо не могли довести політичне переслідування у себе на батьківщині. Також без паспорта мали залишитись члени родин перелічених вище груп осіб у випадку спільного проживання. Особи, яким було відмовлено у видачі паспорту, мали 14 днів аби покинути місто. Їм було заборонено переселятись до міст з особливим статусом. Для Москви та Ленінграду заборона на в'їзд поширювалась також і на місцевість 100 кілометрів навкруги.
Адміністрація Москви за березень та квітень 1933 року, два перших місяці компанії, відмовила у видачі паспорту 70 000 особам. У Ленінграді це число досягло 73 000. Багато з тих, хто наперед знав про відсутність шансів отримати паспорт, пішов у підпілля. Це спонукало міліцію посилити контроль та влаштовувати облави. У проміжку з березня до липня 1933 року 85 937 осіб без паспортів були затримані в Москві; у Ленінграді це число дорівнювало 4776. Затримані отримували позасудове покарання: вислання з міста та заборона на в'їзд до 30 інших міст. Другим варіантом була депортація до «спеціальних поселень». Третім варіантом було ув'язнення до табору системи ГУЛАГ на три роки. Багатьом було відмовлено в особистому розгляді справи. Натомість, затримані були одразу депортовані.

### «Великий план» депортації
Генріх Ягода, голова ОДПУ, та Матвій Берман, начальник ГУЛАГу, разом розробили план депортації близько одного мільйону осіб до Західного Сибіру та Казахстану. План ставив на меті виселити підозрілих в антирадянських настроях осіб із міст та сіл та, водночас, колонізувати безлюдні простори Радянського Союзу. За даними планувальників, кампанія мала коштувати 1394 мільйони карбованців. Через два роки після переселення ці інвестиції мали розпочати приносити перші результати. У цей час, за оцінками плану, депортовані особи вже мали бути здатними забезпечити себе всім необхідним та віддавати надлишки до державної скарбниці.
Обидва планувальники покладались на досвід масової депортації двох мільйонів селян. Депортації селян розпочались 1930 року у відповідь на спротив або підозру в спротиві примусовій колективізації. На початку лютого 1933 року Ягода та Берман передали Сталіну «великий план» депортацій. Він його затвердив із доповненням про звільнення завдяки висилці переповнених в'язниць.

## Узгодження та підготовка

### Відкидання плану західносибірськими функціонерами
7 лютого 1933 року Ягода повідомив телеграмою голову ОДПУ в Західному Сибіру, що невдовзі має розпочатись висилка в цей регіон одного мільйона осіб. Депортованих слід було направляти до маловивчених, незнайомих місцевостей посеред боліт і лісів на півночі Нариму. Ягода вимагав надіслати йому вичерпну інформацію про організацію з прийому депортованих на місці.
Два дні потому представник західносибірського ОДПУ зустрівся з обома високопоставленими представниками СибТАБу, які відповідали за адміністрацію та управління трудовими таборами і спеціальними поселеннями, а також із вищим партійним працівником Сибіру, Робертом Ейхе. План Ягоди був визнаний нездійсненним: пересилка одного мільйона переселенців вичерпає всі наявні в регіоні ресурси, ускладнить і так вже глибокі проблеми забезпечення продуктами, посилить соціальне напруження, загострить проблеми з місцевим «бандитизмом». Ефективний нагляд за такою великою кількістю депортованих осіб із наявними силами був неможливий.
Регіональному відділу ОДПУ, Сібтабу та партії було відомо про велику кількість загиблих серед депортованих до Західного Сибіру в проміжку від 1930 до 1932 років. Лише в 1933 році в Наримському окрузі депортовані починаючи з квітня 1931 року до квітня 1932 року померло близько 25 000 поселенців, або 11,7 % від загальної кількості. Насамперед, однак, партійні та адміністративні органи непокоїло питання безпеки, оскільки близько десяти тисячам депортованим вдалось втекти. Велика кількість втеч, погіршення кримінальної обстановки, посилення «бандитизму» служили попередженням про можливість суспільного вибуху. З огляду на це Ейхе, як відданий сталініст та головний відповідальний за проведення розкуркулення і примусової колективізації в Західному Сибіру, у листі від 10 лютого 1933 року обґрунтував незгоду з «масштабним планом».

### Узгодження
Представники СибЛАГу та західносибірського ОДПУ провели в Москві переговори з представниками міністерства економіки та Держплану на тему «масштабного плану». У результаті переговорів кількість депортованих була зменшена до 500 000. Як наслідок, виділені на депортацію матеріальні та транспортні засоби були радикально зменшені, частково до 20 % від початкових обсягів. 7 березня 1933 року Роберт Ейхе затвердив цей компромісний варіант. Через три дні цей план був затверджений і Політбюро в Москві. 20 квітня 1933 року нарешті рада народних комісарів ухвалила рішення створити під управлінням ОДПУ системи «робочих поселень», організованих за зразком вже існуючих «спеціальних поселень» для «куркулів».

### Підготовка на місці
У комендатурі Александровсько-Ваховська комендант Дмитро Цепков 16 лютого 1933 року вперше дізнався з отриманої телеграми, що одразу як відновиться судноплавство на Обі, йому слід готуватись приймати 25 000 депортованих Цепков створив комісію з п'ятьох осіб, яка мала скласти місцеві план підготовки та робіт. Комісія ухвалила рішення створити в 200 кілометрових околиці Александровського 30 поселень вздовж річки Об. Завдяки ізольованому розташуванню поселень серед болот та диких лісів успіх втечі мав бути мінімізований.
Інші роботи були залишені на стадії підготовки. Всі зроблені в березні та квітні спроби найняти робочих для зведення об'єктів інфраструктури, таких як бараків, бань, хлібопекарні, провалились. Така сама доля спіткала плани побудувати або винайняти човни для доставки депортованих річкою до поселень. Цепкову не було відомо, що більша частина відправлених до комендатури Александровсько-Ваховське депортованих були жителями міст, без досвіду сільських робіт, таких як корчування або орання.
5 травня 1933 року Цепков отримав дві телеграми. У них повідомлялось про відправлення декількох тисяч «декласованого елементу» одразу як погодні умови дозволять транспорт із Томська. Дані про розмір першого «контингенту» різнились. Перша телеграма згадувала про 3000 осіб, у другій телеграмі йшлося про 5000 до 6000 осіб. На початок травня на місцях майже нічого не було готове, оскільки місцеві чиновники очікували зустрічати депортованих у кінці червня, або від шести до восьми тижнів пізніше. У телеграмах ясно йшлося про те, що контингент депортованих складатиметься не з одних куркулів, а слід також очікувати і на міських жителів, які ОДПУ вважало можливими заколотниками. Тому поселення поблизу Александровського здавалось прийнятним виходом із цієї ситуації. Було обрано острів на відстані 70 км від Александровського, поблизу місця впадіння річки Назіно, на який мали бути доставлені «декласовані елементи». Звідти вже менші групи мали бути відвезені на місця призначення до поселень на береги Обі та її приток.

## Депортація

### Депортовані групи
До Західного Сибіру були депортовані люди з України, Поволжя, Північного Кавказу, місць відпочинку на Чорному Морі, а також із Ленінграда та Москви. Грубо їх можна поділити на три групи. Перша група складалась з селян, таких як «куркулі» або «саботажників колективізації». Ця група складала більшість депортованих. До другої групи належали ті, хто на пунктах контролю не зміг пред'явити нові внутрішні паспорти. Серед них були і ув'язнені з переповнених в'язниць.
Більшість селян були з охоплених голодом регіонів, Уралу, Поволжя та Північного Кавказу. Доставлені до Західного Сибіру арештанти були у вкрай важкому стані, за свідченнями представників адміністрації, це були «напівмертві». Серед депортованих сільського походження зустрічались й такі, хто мав офіційне посвідчення про роботу в колгоспі або на іншому підприємстві. Те саме стосувалось селян, які були взяті на роботу фабрикою або будівельним підприємством.
Ще одна група складалась з затриманих на вулицях, вокзалах, та площах великих міст. Серед них були цигани, безбатченки, безпритульні, інваліди, сліпі та злочинці. Також серед ув'язнених були присутні й «дружні» режимові працівники, родичі функціонерів та комуністів, та навіть члени компартії. Частина цих в'язнів була звільнена після того, як стало відомо про трагедію в Назіно. Але будучи звільненими, вони не мали права повертатись до дому. Також їм було заборонено селитись у містах з особливим статусом, на той час у Москві, Ленінграді, Одесі, Києві, Мінську, Харкові, Ростові на Дону, та Владивостоці.
Ув'язнені зі строками ув'язнення менше п'яти років складали ще одну групу. При можливості їх відправляли до Західного Сибіру окремо від решти. Частіше, однак, їх транспортували разом з іншими групами — «куркулями» або особами без внутрішнього паспорту. Серед заарештованих особи, які скоїли важкі злочини, становили меншість. Більшість із них були дрібні злочинці, злодії та засуджені за хуліганство або приховування краденого майна. Крім того, були ще й «спекулянти», тобто ті, хто торгував дефіцитним товаром. Переважну частину складали молоді люди у віці від 16 до 30 років.

### Томський транзитний табір
У Західному Сибіру було три транзитних табори для депортованих: табір у Томську був найважливішим, у ньому були й ті, кого потім було відправлено на острів Назіно; в Омську та Атчинську знаходились два інших табори.
Микола Алексєєв, повноважний представник ОДПУ в Західному Сибіру та начальник районної міліції відвідали 20 березня 1933 року табір у Томську де був відданий наказ побудувати за шість тижнів бараки на 8000 місць. На додачу слід було підготувати палатки на 7000 місць. За першими приблизними планами депортації за три місяці через томській табір мали бути переправлені 350 000 осіб. На це число наклались прорахунки транспортної системи. Однак після відвідання Алексєєва стало зрозуміло, що потрібної інформації не вистачає. Адміністрація в Томську не знала ані дату, коли прибудуть перші депортовані, ані відповідну кількість осіб, яких буде переправлено через табір.
Транзитний табір ще не був готовий, коли 9 квітня 1933 року прибув перший потяг із депортованими. Хаотичне прибуття потягів із депортованими до транзитного табору вичерпало будь-які можливості адекватного утримання в'язнів. Криголам на Обі та її притоках унеможливив подальший транспорт до розташованих на північ поселень. Так, кількість розміщених у таборі осіб поступово перевищила п'яти- до шестикратно.
Вже під час перевезення до транзитного табору померло багато депортованих. Смертність у таборі не припинила. Понад 500 інтернованих осіб померли в другій половині квітня протягом лише декількох днів після прибуття. У травні та червні адміністрація табору зареєструвала ще 1700 смертей. Ситуацію погіршила поширеність хвороб. За офіційними даними через табір пройшло 40 698 осіб, 11 788 з них мали статус «хворих».
Адміністрація табору не володіла ситуацією. Це проявлялось не лише при координації потягів із депортованими або поставками продуктів харчування та медикаментами. Нагляд за депортованими також не був достатній. Це продемонструвала 17 червня 1933 року масова втеча 204 депортованих одразу після прибуття потягом, що вирушив із Москви 7 червня.
10 травня 1933 року стався ще один грубий прорахунок. В одному з бараків вночі стався заколот. У ньому знаходились доставлені два дня до того особи. Адміністрація табору викликала кінну міліцію. Майже в суцільній темряві вартові відкрили вогонь по будь-кому, хто намагався вибігти з бараку. Згодом було з'ясовано, що безлад розпочався через спрагу мешканців бараку, спричиненої розданою невдовзі після прибуття солоною рибою та хлібом.

### Подальший транспорт до Назіно
У першій половині травня і без того вже важка ситуація в транзитному таборі Томська могла погіршитись ще більше, оскільки 15 травня на додачу до 25 000 утримуваних у таборі осіб мали бути доставлені ще 16 000 депортованих з України та Північного Кавказу. Тому одразу ж була розпочата підготовка до відправки ув'язнених до комендатури Александровсько-Ваховська, за 900 км вниз за течією. Таким кроком, ймовірно, адміністрація табору намагалась позбутись найпроблематичніших заколотників. Перевезення розпочались 14 травня 1933 року.
Для перевезення контингенту було надано чотири баржі. Вони були призначені для транспортування деревини, а для перевезення людей взагалі не придатні. Відповідальним за перевезення було наказано протягом багатоденного плавання ніде не приставати до берега — це вважалось надто небезпечним. Всі депортовані, 4900 осіб, мали перебувати у вантажному трюмі. По прибуттю до острова сотні ув'язнених були нездатні самостійно спуститись на землю. Висадженим на острів було заборонено брати з собою будь-що окрім невеличкої кількості їжі. Не було у них ані знаряддя, ані кухарського приладдя.
Транспорт охороняли 50 озброєних чоловік, терміново рекрутованих на вулицях Томська. Вони не були підготовлені для роботи вартовими, були без одностроїв, не мали системи командування та дисципліни. Окрім наявності зброї, відмінність від транспортованих була невелика.

## Висадка

### Прибуття
Чотири баржі прибули 18 травня 1933 року до перевалочного пункту у Верхньовартовську (рос. Верхневартовск), який знаходився за 150 км вище за течією від Александровського. Звідси керівництво транспорту взяв на себе Дмитро Цепков. Він скерував баржі до острова Назіно за декілька кілометрів униз за течією. Незаселений, при повенях затоплюваний острів посеред річки, три кілометри завдовжки та 500 метрів завширшки заріс комишем та був вкритий болотами.
У другій половині дня 18 травня 1933 року баржі з депортованими дістались острова. Поіменний переклик в'язнів був неможливий, оскільки списки осіб виявились надто неточними. Простим підрахунком було встановлено, що шлях подолали 332 жінки та 4556 чоловіки. На додачу, було зареєстровано 27 мерців. Третина тих, хто вижив, була так знесилена, що могла зійти на берег лише зі сторонньою допомогою.

### Поставки борошна
Висаджені на острів мали в сумі отримати 20 тон борошна. При вивантаженні борошна виникла бійка. Вартові відкрили вогонь, поранивши багатьох учасників бійки. Тому Цепков наказав забрати борошно та доставити на берег Обі поблизу села Назіно. Але і там не було умов для збереження борошна від вологи та морозу.
Уночі 19 травня 1933 року сталась сніжна буря, яка вкрила острів шаром снігу, борошно також постраждало від опадів. Вранці 19 травня вартові, під керівництвом Цепкова, зробили другу спробу роздати борошно. Планувалось роздати пів-кіло борошна в одні руки. Де ув'язнені мали тримати борошно залишилось не з'ясованим — жодних торбин у них не було. Його доводилось насипати в головні убори, взуття, в інший одяг, або взагалі насипати в долоні. Під час видачі борошна весь час спалахували бійки. Варта знову відкрила вогонь по депортованих, поранивши багатьох із них.
З огляду на хаотичність роздачі борошна Цепков наказав надалі роздавати борошно через так званих бригадирів. Кожен бригадир отримував щодня 75 кг борошна і мусив його розділити серед 150 осіб. Найбрутальніші з в'язнів розграбовували запаси бригадирів та використовували вкрадене для особистої вигоди.
20 травня роздача борошна також спричинила жорстокі спалахи насильства. Свідки розповідали, що всюди навкруги лежали тіла померлих. Депортовані повідомляли Цепкову про випадки канібалізму на острові.
По поверненню до села Назіно Цепков влаштував нараду. Було вирішено кинути на допомогу висадженим на острів всі місцеві ресурси. Для хворих та поранених було вирішено звести на острові намет; місцеві жителі мали побудувати пічки; а пічки місцевих селян мали бути конфісковані. Цепков особисто вирушив до Александровського по життєво необхідні харчі та матеріали.

### Голод, конфлікти, насильство
У наступні дні двом офіцерам-медикам вдалося помістити пару дюжин хворих до наметів. Хворі отримали хліб та суп із манної крупи. Решта висаджених залишилась із мізерними пайками. Споживання в їжу замішаного на воді з річки борошна викликало в багатьох на острові пронос. Дехто взагалі не отримав борошна, й мусив міняти його на взуття, одяг, або інші коштовності. В обіг йшли й золоті коронки, які виривали з щелеп померлих.
Вартові встановили режим насилля та терору. Найменше «порушення» могло бути покаране на смерть. До таких порушень належало «шахрайство» при видачі борошна. Брутальне насильство проти депортованих стало на острові буденною справою, як і тиск та приниження. Крайньою формою насильства по відношенню до ув'язнених був розстріл, перетворений у полювання. Представники варти потім пояснили, що в такий спосіб вони намагались припинити спроби втечі, оскільки депортовані весь час намагались випливти з острова на саморобних плотах. Ймовірно, до таких спроб втечі вдавались канібали.

### Канібалізм
Випадки канібалізму в Радянському Союзі в 1930-ті роки траплялись неодноразово. Вони були поширеним явищем при спробах групової втечі з таборів системи ГУЛАГу, та з періодичними голодними катастрофами. Але на острові посеред річки Об це явище відкрито заявило про себе порівняно швидко. Уже наступного дня після висадки депортовані повідомили відповідальним особам під керівництвом Цепкова про знайдені об'їдені тіла загиблих. Людське м'ясо пекли на вогні а потім їли. 23 травня 1933 року комісія в складі лікаря та двох офіцерів-медиків підготувала доповідь. Вони зазначили, що існують численні ознаки канібалізму. 21 травня на острові було зареєстровано 70 нових мерців, у п'яти тіл були вирізані печінки, легені, та м'які частини, як груди та гомілки. Одне тіло чоловіка було знайдено без статевих органів, голови, і частково без шкіри. Крім того, депортовані представили членам комісії трьох осіб, яких схопили заплямованими кров'ю та з людською печінкою в руках. Протягом наступних 14 днів медики підготували ще три доповіді схожого змісту. Багато тіл загиблих мали явні ознаки канібалізму. Вартові на ці випадки ніяк не відреагували. Ізоляція осіб, підозрюваних у канібалізмі, спочатку не практикувалась.
Вбивства, за якими слідували акти канібалізму, стали відкрито траплятись починаючи з 29 травня. Шестерьох підозрюваних схопили та відправили до в'язниці в Александровське. У підсумку було затримано близько 50 осіб за підозрою в канібалізмі. Часто затриманих невдовзі повертали на острів. З багатьох випадків можна було зробити висновок про типового підозрюваного: він походив з села, мав досвід ув'язнення або таборів, та мав вік від 20 до 35 років. Одинадцять затриманих були страчені працівниками ОДПУ. Представник ОДПУ мав втрутитись особисто, аби скасувати рішення Наримського прокурора не переслідувати за канібалізм, оскільки Радянський Союз не мав законів для покарання за людоїдство, а довести вбивство підозрюваними було неможливо. Окрім можливості залишитись непокараними, людоїдам відкривалась ще одна можливість: у випадку розслідування, вони мали перебувати в слідчому ізоляторі, з дахом над головою та гарячою баландою.

### Прибуття другої партії
27 травня 1933 року на острів було доставлено другу партію депортованих. Вона складалась з 1200 осіб, переправлених із Томська в трюмі баржі.
Стан здоров'я другої партії був ще критичнішим за першу, оскільки серед них були хворі на тиф. Цих хворих на острові терміново ізолювали. Однак медикаментів не було, як і можливості проварити одяг. Медики потім засвідчили в доповіді, що варіння «мотлоху» депортованих напевно його б знищило. При регулярних від'ємних температурах вночі це означало смерть від переохолодження.

### Спеціальні поселення поблизу Назіно
31 травня Дмитро Цепков разом із партійним секретарем району Алекандровське повернувся до Назіно. Обидва привезли знаряддя: сокири, лопати, та пили. Вони привезли з собою і тканини, але воно лишилось непотрібним, оскільки бракувало машин для її обробки. Виготовлених постолів вистачило лише на сотню людей. Понад тисячу депортованих залишились без взуття в умовах ночей із від'ємною температурою.
Але у видачі сокир депортованим було відмовлено. Місцеві начальники побоювались, що сокири можуть бути використані як зброя. Сокири можна було видати депортованим лише після прибуття до місць призначення в спеціальних поселеннях. Життєво необхідні будинки на острові досі не були зведені.
Завдяки допомозі партійного секретаря Цепкову вдалось отримати близько двадцяти човнів. Кожен із човнів, однак, міг брати на борт не більше пари дюжин людей. На початку червня ними були доставлені до п'яти обраних місць на узбережжі річки Назіна. Вони знаходились на відстані від 60 до 100 кілометрів вище за течією, у декількох днях шляху човнами. Ця подорож коштувала сотням знесиленим чоловікам життя.
Умови у цих місцях на узбережжі Назіна мало чим відрізнялись від умов острова. Вартові покинули новоявлених «спеціальних поселенців» одразу, залишивши харчів на перші дні та робоче знаряддя. Депортовані були покинуті напризволяще і тут. Багато загинуло при спробах втекти річкою, вони або тонули, або були застрілені вартовими. Інші спроби втечі завершувались втратою орієнтації серед просторів Тайги.
До середини червня 1933 року острів поблизу Назіно був звільнений, на ньому лишилось 157 осіб, яких визнали непридатними для транспортування. У підсумку із 6000 до 6100 висаджених лише 2856 чоловік відправили до Назіно. Тобто, на острові загинуло від 1500 до 2000 чоловік. Решта зникла безвісти.

## Державне керівництво

### Повідомлення та доповіді
Тим часом, повідомлення про події на острові Назіно дістались Роберта Ейхе. 12 червня 1933 року він наказав Івану Івановичу Долгіх (рос. Иван Иванович Долгих), голові відділення СибТАБ зі спеціальних поселень, провести перевірку на місці. Долгіх дістався Назіно в третьому тижні червня. Він ознайомився не лише з обстановкою на острові, але й відвідав найближче «поселення № 1».
У своїй доповіді Долгіх спробував применшити масштаб трагедії. Випадки канібалізму були пояснені не голодом. Відповідальність була покладена на «дегенератів». Водночас, він розгледів докази того, що чутки про випадки канібалізму на острові розповсюджували «заслані за політичними статтями», які прибули до села Назіно для встановлення контактів із декласованим елементом. Інший функціонер назвав це явище «звичаєвим канібалізмом». У доповіді Долгіх назвав надані медиками дані про 1970 померлих на острові завищеними, та припустив, що завищені вони через політичні мотиви. Побачених в «Поселенні № 1» поселенців Долгіх назвав «справжніми відходами суспільства», які можуть бути виправлені лише працею.
Після відвідання поселень Долгіх звільнив Цепкова з посади. Його наступник подбав про те, щоб перевести людей з «поселення № 1» ближче до Назіно. Три найняті бригади будівельників, які складались із 60 колишніх куркулів, збудували селище. ніхто не переймався про долю мешканців інших поселень навколо Назіно.

### Лист Сталіну
Поки відповідальні місцеві начальники, як Долгіх, намагались у своїх доповідях применшити глибину трагедії. Василій Арсенійович Величко, 24-річний місцевий журналіст та комуністичний пропагандист, розпочав проводити власне розслідування становища в комендатурі Александро-Ваховська.
Він написав пропагандистську статтю для місцевої преси. Водночас, він склав дуже докладний лист на 20 сторінках з описанням побаченого під час тритижневого відрядження на острів та у спеціальних поселеннях на берегах річки Назіно. За його даними, станом на середину серпня 1933 року можна було віднайти лише близько 2200 з депортованих. Велічко надіслав листа 22 серпня 1933 року безпосередньому керівнику, Роберту Ейхе, та Йосипу Сталіну особисто. Останній наказав надати йому достовірну, неспотворену інформацію про події на місці оминаючи партійну ієрархію та державно-бюрократичний апарат.

### Розслідування та висновки
Сталін отримав доповідь на початку вересня, та переслав його членам політбюро. Серед інших, його прочитали Лазар Каганович, Анастас Мікоян, Михайло Калінін, Валеріан Куйбишев, та В'ячеслав Молотов. 23 вересня 1933 року Політбюро ухвалило рішення створити слідчу комісію. Вона провела поблизу Нариму декілька тижнів. Оглянуті були й поселення поблизу Назіно. Кількість важко хворих у доповіді дорівнювала 800. За її підрахунками, тут перебувало 2025 осіб з 10 289 депортованих 1933 року до комендатури Александро-Ваховська. У середині вересня 1940 року депортованих були переведені до трудових таборів СибТАБу. 6324 осіб зникли безвісти. З решти 50 % були прикутими до ліжка хворими, 35 %-40 % були знесилені, і лише від 10 % до 15 % здатними працювати. 31 жовтня 1933 року комісія завершила роботу на доповіддю. Використовуючи дипломатичні обороти комісія порадила в доповіді подбати про поліпшення побутових умов поселенців.
День потому відбулось засідання бюро партійного комітету Західного Сибіру під керівництвом Ейхе присвячене обговоренню доповіді комісії. Було вирішено покласти відповідальність на місцевих чиновників, пов'язаних із подіями на острові. Деякі відповідальні працівники на місцях та вартові мали постати перед дисциплінарною комісією ОДПУ. Цепков, двоє найближчих співробітників на час трагедії, та наступник Цепкова на посаді коменданта отримали покарання у вигляді ув'язнення в таборах терміном від 1 до 3 років. У провину їм було поставлено «саботаж» планів створення поселень в 1933 році. Також бюро партійного комітету вимагало перевірити можливість перевезення розміщених у комендатурі «декласованого елементу» до іншої місцевості. Нарешті, Центральний комітет у Москві видав наказ у майбутньому не відправляти «міського декласованого елементу» до Західного Сибіру. «Масштабний план» депортації від лютого 1933 року, таким чином, провалився.

## Наслідки

### Переваги табірної системи
Велика кількість втрат у Назінській трагедії характерна для загальних показників депортації 1933 року. Статистика зафіксувала того року 367 457 зниклих «спецпоселенців». 151 601 вважались померлими, 215 856 втекли. Сумніватись в економічній доцільності програми депортацій примушувала не лише велика кількість втрат. Адміністративні та партійні представники дедалі частіше скаржились на слабку робітничу мораль у спеціальних поселеннях.
На початку травня 1933 року Сталін робить черговий поворот та відмовляється від «великого плану» депортацій. 8 травня 1933 року секретною телеграмою він наказав припинити масові депортації селян. Однак, залучені до депортацій адміністративні та правоохоронні органи зберегли інерцію. Масові затримання та депортації ще тривали в перші тижні літа.
Трагічні події в Назіно ясно показали партійній та державній верхівці у вересні 1933 року, що система спеціальних поселень не виправдовує покладених на неї сподівань. Особливо низька економічна ефективність системи примусила відповідальних осіб постави під сумнів доцільність її створення. У другій половині року зростання кількості спеціальних поселень раптово припинилось. Їхня кількість поступово зменшувалась аж до початку Другої світової війни. Більше переваги віддавалось трудовим таборам, як засобу репресій та експлуатації трудових ресурсів. Вже протягом 1933 року кількість мешканців трудових таборів зросла на 50 %. Протягом наступних чотирьох років абсолютна кількість мешканців таборів подвоїлась і досягла одного мільйону осіб.

### Наказ НКВС №00447
1937 року радикально змінилось ставлення влади до підозрілих груп та «соціально-небезпечних елементів». Влада дедалі дужче закидала їм колаборацію з ворожими силами — Польщею або Японією. Посилювалось бажання застосувати до них жорсткіші репресії.
Провідні представники партії, секретної служби, та держави, планували остаточне винищення всіх «антирадянських елементів». Ці плани і побажання були втілені в наказі НКВС № 00447. Оперативний наказ народного комісаріату внутрішніх справ СРСР № 00447 «Про репресування колишніх куркулів, карних злочинців та інших антирадянських елементів» був підписаний народним комісаром із внутрішніх справ Миколою Єжовим 30 липня 1937 року. Передбачалось, що кампанія триватиме до чотирьох місяців, але насправді вона протривала майже вчетверо довше. Залежно від ступеня загрози, цільові групи були поділені на дві категорії. До першої категорії слід було записати «найбільш ворожих» куркулів та злочинців — їх слід було засудити на смерть та розстріляти. До другої категорії слід було записати «менш активних, але ворожих» — їх слід було депортувати. На підставі цього наказу починаючи з серпня 1937 р. і до листопада 1938 було ув'язнено від 800 000 до 820 000 людей, з них щонайменше 350 000, і до 445 000 були страчені, решту відправили до ГУЛАГу. Таким чином, встановлені спочатку квоти — ув'язнити 233 700 осіб та 59 200 з них розстріляти — були багаторазово перевищені.
Західний Сибір мав важливу роль у появі наказу НКВС № 00447. Саме тут починаючи з 28 червня 1937 року розпочалась операція на підставі постанови Політбюро «Про виявлену в Західному Сибіру контр-революційної повстанської організації серед висланих куркулів». Тут також було передбачене використання «трійок». Операція була спрямована проти гаданих прихильників та членів «Російського загальновійськового союзу» (рос. Российский общевоинский союз, РОВС) в Західному Сибиру, яким приписувалось створення розгалуженої мережі диверсійно-повстанських груп, які керувались Білими Генералами або працювали на користь японської розвідки. Проти всіх активістів «повстанської організації» політбюро вирішило необхідним застосувати найвищу міру покарання, та постановило створити крайову «трійку» в складі начальника УНКВС, прокурора по Західно-Сибірському краю, та першого секретаря Західно-Сибірського крайкому партії — для пришвидшеного розгляду слідчих справ на «повстанців».
Відповідальні за виконання наказу в Західному Сибіру неодноразово просили підвищити виділені ліміти обох категорій. Інколи, деякі західносибірські округи влаштовували перегони з сусідніми округами за перевиконання лімітів. Починаючи з серпня 1937 до листопада 1938 року в Західному Сибіру було розстріляно від 33 000 до 50 000 осіб. Більшість жертв в обох категорія становили ті, хто був депортований до спеціальних поселень у попередні роки.

## Пам'ять та дослідження
Відомості про події на острові Назіно тривалий час залишались усним фольклором ГУЛАГу. Також історія про трагедію на острові Назіно підпільно поширювалася самвидавом. Але в епоху Горбачова настали зміни. Російські історики віднайшли свідків тих подій та зібрали в них усні свідчення. Свідки розповіли про події на острові, який місцеві мешканці стали називати «островом смерті» або «островом канібалів». Російським історикам вдалось також віднайти і пов'язані з трагедією документи. 2002 року різні установи відкрили збірки документів: Російський інститут історії Сибірської секції РАН, державний архів Новосибірської області, державний архів Томської області, Томська організація «Меморіал» та музей історії політичних репресій у Наримі. Історик Сергій Красильников організував видання документів. Було надруковано 500 примірників.
У деяких виданнях про історію Радянського Союзу, особливо ГУЛАГу, поверхово згадується трагедія в Назіно. Вона згадана також і в книжці французького історика Ніколя Верта «Чорна книга комунізму». 2006 року Верт випустив присвячену Назінській трагедії монографію французькою мовою, нині вона перекладається іншими мовами. У книзі Верт використовує документи з архівів ФСБ та Президента Російської Федерації, розглядає події в суспільно-політичному контексті Радянського Союзу 1930-х років. Дослідження Верт приділяє особливу увагу зв'язку між примусовою колективізацією 1929—1932 років та Великого терору 1937—1938 років. Його дослідження отримало численні відгуки в науковій та популярній літературі.